# Domenica Lombardy
Domenica Lombardy, do nome completo Domenica Karina Gonçalves Gomes Lombardy, nascida em 06 de março de 1996 em Mogi das Cruzes (Brasil), é uma jogadora profissional brasileira de basquete. Ela já atuou na seleção brasileira de base e na liga profissional de basquete brasileira (LBF). Ela atualmente joga pela equipe de Brives na Liga Francesa de Basquete (NF2). Medindo 1.65 metro e pesando 66kg, ela tem a capacidade de jogar na posição de armadora e ala 1 e 2, considerada uma jogadora muito inteligente, com visão de jogo e ótima em assistências. 

## Clubs
- 2003-2007: SESI Guarulhos
- 2008-2014: ADC BRADESCO
- 2014: Sport Recife Clube
- 2014-2015: Uninassau America
- 2015-2016: SESI São Paulo
- 2016-2018: Northwest College
- 2018: CB Conejero
- 2020:  Sodiê Doces / LSB RJ
- 2020-2021: JS Marzy
- 2021-2022:  Brives

## Vida privada
Ela é casada com um jogador de basquete francês, Luc Lombardy .